# Dölau (Adelsgeschlecht)

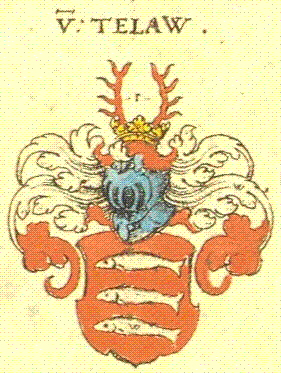
Familienwappen bei Siebmacher

Die Familie derer von Dölau war ein altes vogtländisches und meißnisches Adelsgeschlecht.

## Geschichte
Der Familienname erscheint in unterschiedlichen Schreibweisen auch als „Döhla“, „Döhlau“, „Döla“, bei Siebmacher als „Telaw“. Der Stammsitz des Adelsgeschlecht derer von Döhlau wurde in der Literatur häufig fälschlicherweise als Dölau bei Schkeuditz gelegen angegeben. Richtiger ist Dölau an der Weißen Elster, ein Ortsteil von Greiz im Vogtland: Burg Dölau. Erstmals wurde 1288 ein „Otto von Döhlen“ im Vogtland erwähnt. Ihnen gehörte Cossengrün im Reußischen und Dittmannsdorf, heute Ortsteil von Gornau im Erzgebirge, Unterpohle (an der Triebe) sowie Ruppertsgrün und Liebau (Burg Liebau), beides heute Ortsteile von Pöhl (Vogtland). Ebenfalls in ihrem Besitz befand sich das Rittergut und spätere Schloss in Kleinwolmsdorf und eine Mühle im Hüttertal (bei Radeberg/Sachsen). Im 17. und 18. Jahrhundert mehrere Personen in hohen Positionen im Kriegsdienst oder in der Verwaltung von Kursachsen standen. Sie wurde 1697 in den Freiherrenstand erhoben. Das Adelsgeschlecht ist wahrscheinlich Ende des 18. Jahrhunderts ausgestorben.
Ein Zweig der Familie kam als Ministeriale im Gefolge der Lobdeburger nach Döhlau (Schloss Döhlau) bei Hof. Sie erschienen u. a. in dem 1356 geschlossenen Vergleich zur Burg Epprechtstein und verkauften 1379 einen Hof zu Oberpferdt an das Kloster Hof. Der Besitz um Döhlau ging Ende des 14. Jahrhunderts an die Rabensteiner zu Döhlau über. Bis zum Anfang des 16. Jahrhunderts verfügten sie über Besitz bei Helmbrechts und Schauenstein. Die Äbtissinnen Veronika im Kloster Hof und Margarethe im Kloster Himmelkron stammten aus diesem Geschlecht.

## Wappen
Das Wappen bei Siebmacher zeigt drei übereinander angeordnete Fische (Hechte) in Silber auf rotem Grund. Die Helmdecken sind rot und silbern. Die gekrönte Helmzier ist mit einem Hirschgeweih versehen. Das freiherrliche Wappen ist durch weitere Schildmotive gemehrt.

## Persönlichkeiten
- Margarethe von Dölau, († 1569) letzte Äbtissin des Klosters Himmelkron
- Veronika von Dölau († 1549), Äbtissin des Klarissenklosters Hof
- Georg Ernst von Dölau (17. Jh.), kursächsischer Oberküchenmeister, Kammerherr und Amtshauptmann.